# Henneberger Land

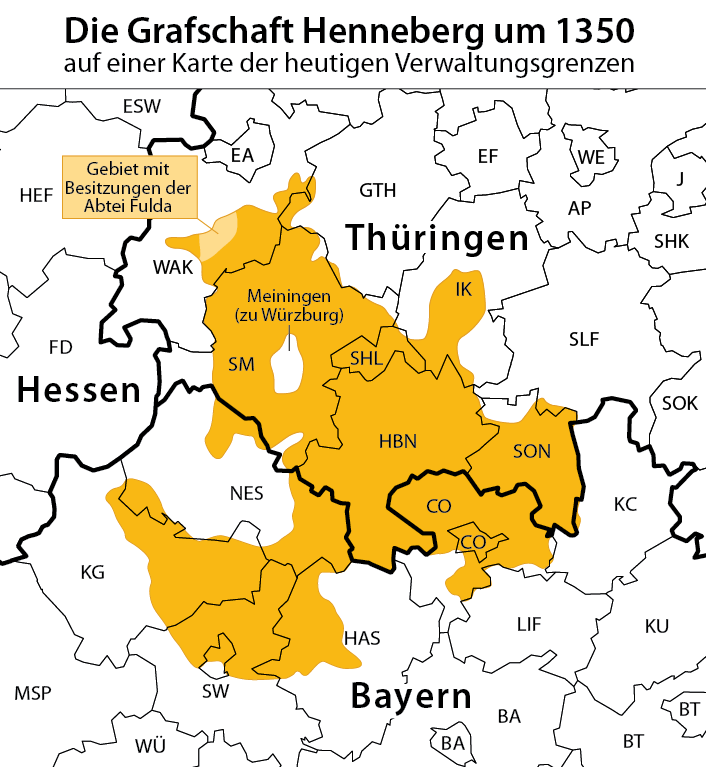
Henneberg um 1350

Henneberger Land ist die kulturhistorische Landschaftsbezeichnung für große Teile Südthüringens, die dem Kernland des Herrschaftsgebietes der einstigen Grafschaft Henneberg entsprechen. Nicht gebräuchlich ist die Bezeichnung im Landkreis Sonneberg, der sich wie die übrige östliche Hälfte der Pflege Coburg nur kurzzeitig, wenn auch durchaus kulturprägend im Machtbereich der Henneberger befand und sich daher eher dem Coburger Land zurechnet. Ethnisch, kulturell und sprachlich ist diese Region Teil der unter Bayern, Thüringen, Baden-Württemberg und in kleinerem Maße auch Hessen aufgeteilten Region Franken.

## Definitionen und Grenzen

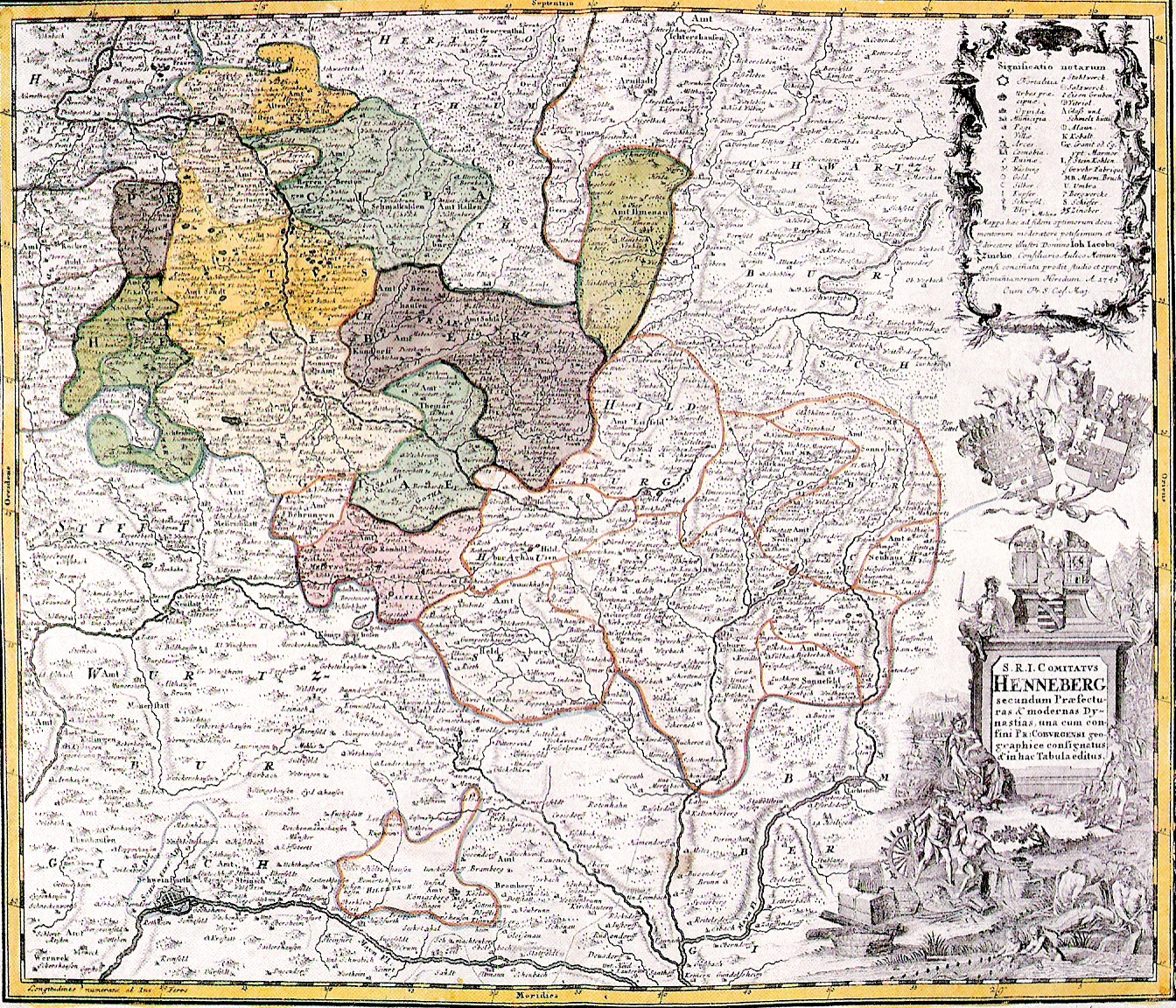
Die Ämter der Grafschaft Henneberg (in Flächenfärbung) und der Pflege Coburg auf einer Karte aus dem Jahr 1740, Hennebergisches Museum Kloster Veßra

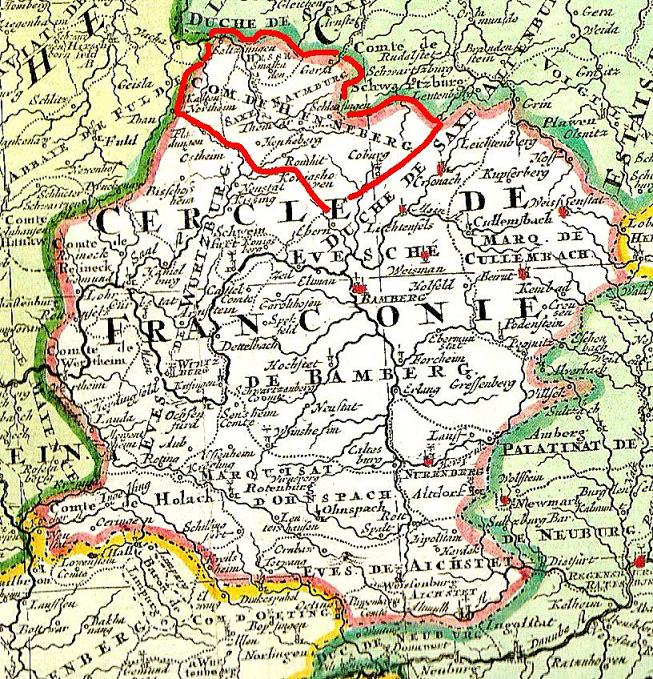
Henneberg im Fränkischen Reichskreis 1740

Das Henneberger Land liegt in Südthüringen zwischen der Rhön im Westen, dem Schiefergebirge im Osten, dem Thüringer Wald im Norden und – über die heutigen thüringischen Landesgrenzen hinaus – dem Grabfeld im Süden. Dieses Gebiet entspricht heute auf Thüringer Seite den südlich des Rennsteigs gelegenen Landkreisen Schmalkalden-Meiningen und Hildburghausen, der kreisfreien Stadt Suhl sowie dem im Süden des Wartburgkreises gelegenen ehemaligen Landkreis Bad Salzungen und den südlich des Rennsteiges gelegenen Teilen des Ilm-Kreises.
Während sich diese Umschreibung weitgehend mit der Region Südthüringen (ohne den Landkreis Sonneberg) deckt, wird heute die Bezeichnung Henneberger Land auch oft nur auf das durch den Henneberger Dialekt gekennzeichnete Gebiet, das aus dem heutigen Landkreis Schmalkalden-Meiningen, dem Nordwesten des Landkreises Hildburghausen (Schleusingen, Themar) und der kreisfreien Stadt Suhl besteht, beschränkt. Seinen Namen verdankt diese Region der historischen Grafschaft Henneberg, die vom 11. Jahrhundert bis 1583 bestand und deren Nachfolgestaaten unter diesem Namen reichsrechtlich bis zum Jahr 1806 weiterhin eine gemeinschaftliche Stimme im Fränkischen Reichskreis bildeten. In der Bezeichnung Henneberger Land lebt, wie in vielen vergleichbaren Fällen auch, der Name des über einen großen Zeitraum dominierenden Herrschergeschlechtes als Landschaftsbezeichnung fort.

## Charakterisierung
Die Sage vom Henneberg:

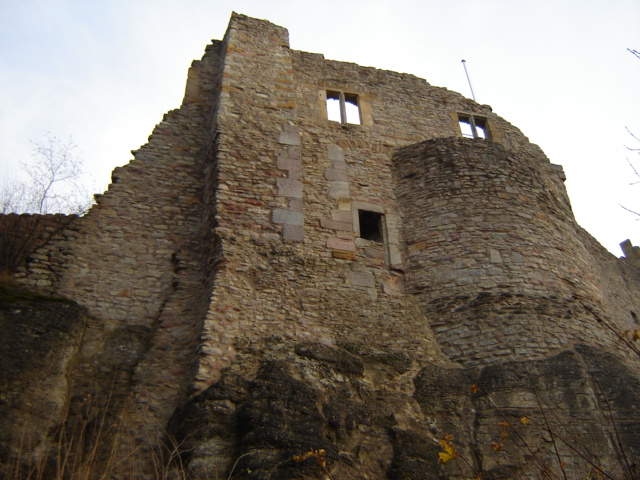
Ruine Burg Henneberg

„Ein Herr von edlem Geschlecht zog um in Deutschland, suchte Frieden und eine be-queme Stätte, zu bauen; da kam er nach Franken an einen Ort und fand einen Berg im Land, der ihm gefiel. Als er nun hinritt, ihn zu beschauen, flog vor ihm auf eine Birkhenne, die hatte Junge; die nahm er sich zum Wappen und nannte den Berg Hennenberg und baute ein schön Schloß drauf, wie das noch vor Augen ist; und an dem Berge war ein Köre (Kehre, wo man den Pflug wendet?), da baute er seinen Dienern gar eine lustige Wohnung und nannte sie von der Köre.“

Zwischen den fränkischen Städten Meiningen im Freistaat Thüringen und Mellrichstadt im Freistaat Bayern liegt der Henneberg. Am Fuß des Berges gibt es den gleichnamigen Ort Henneberg, auf dem Berg die Burg Henneberg. Sie war der Stammsitz der Grafen von Henneberg und letztlich der Namensgeber der ganzen Region. Weit ins Land sichtbar ist sie noch heute ein wichtiges Symbol dieses Landes und ihrer Zeit. Auf Grund seiner Lage zwischen Franken, Hessen und Thüringen befand sich das Henneberger Land politisch-kulturell, wirtschaftlich und schließlich auch militärisch immer in einer umkämpften Mischzone. Dies spiegelt sich auch in den hier anzutreffenden Sprachen wider, welche die Rolle Hennebergs als Vermittler und Brücke zwischen den drei Großregionen noch unterstreichen. Diese Entwicklung hat eine intensiv fränkisch geprägte, im Westen hessisch und insgesamt vor allem thüringisch beeinflusste Identität zur Folge, in der sich auch ganz eigene Facetten herausbildeten. Das unter Bayern, Hessen, Baden-Württemberg und Thüringen aufgeteilte historische Frankenland macht im Henneberger Land, was über die Landesgrenzen hinaus auch bayerisch und hessische Anteile hat, die Hauptfläche aus.
Kaum eine andere Region Thüringens wurde so vom Auseinanderbrechen der Herrschaftsgebiete und vom Wechsel der Machtverhältnisse gezeichnet wie das Henneberger Land, was zwangsläufig zum Verlust von Identität und Zugehörigkeitsgefühl führte. Schlusspunkt dieser Entwicklung war die Schaffung des Bezirkes Suhl in der DDR, der erstmals seit Jahrhunderten große Teile des Henneberger Landes wieder zu einer Verwaltungseinheit zusammenführte, bei dem jedoch die hennebergisch-fränkische Identität in den Hintergrund trat (im Landkreis Sonneberg fand diese Identitätsbildung durch die 1952 beginnende Herabsetzung unter die damalig einwohner- und bedeutungsschwächere Stadt Suhl und die starken historischen Beziehungen in den Itzgründisch-Coburger-Raum weit weniger statt). So kam es, dass außerhalb des Henneberger Kernlandes um Suhl und Schleusingen die Bezeichnung „Henneberger Land“ nur noch selten in Gebrauch war bzw. ist. Bis heute hat sich dieser Zustand insofern erhalten, da beispielsweise der Kirchenkreis der Evangelischen Kirche „Henneberger Land“ ausschließlich die einst an Preußen gefallenen Gebiete um Suhl und Schleusingen unter dem Dach der Evangelischen Kirche in Mitteldeutschland vereint. Seit dem Mauerfall 1989 und spätestens dem 900. Jahrestag des Henneberger Landes 1996 ist der Gebrauch des Begriffes wieder etwas häufiger anzutreffen.

## Im Zeichen der Henne

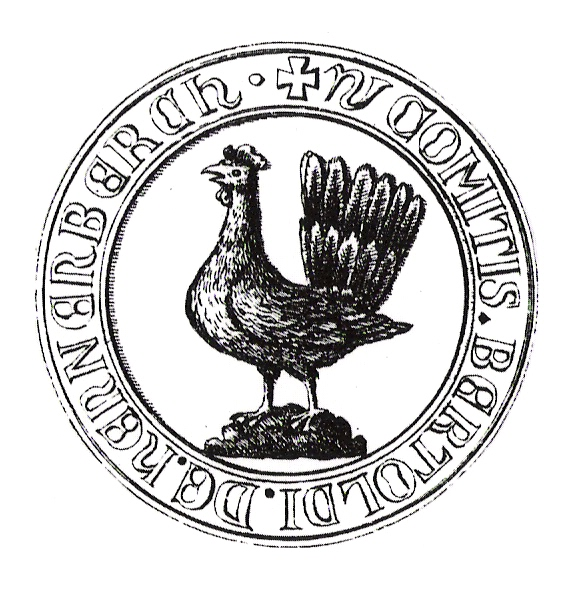
Siegel (privet) des Berthold V. von Henneberg
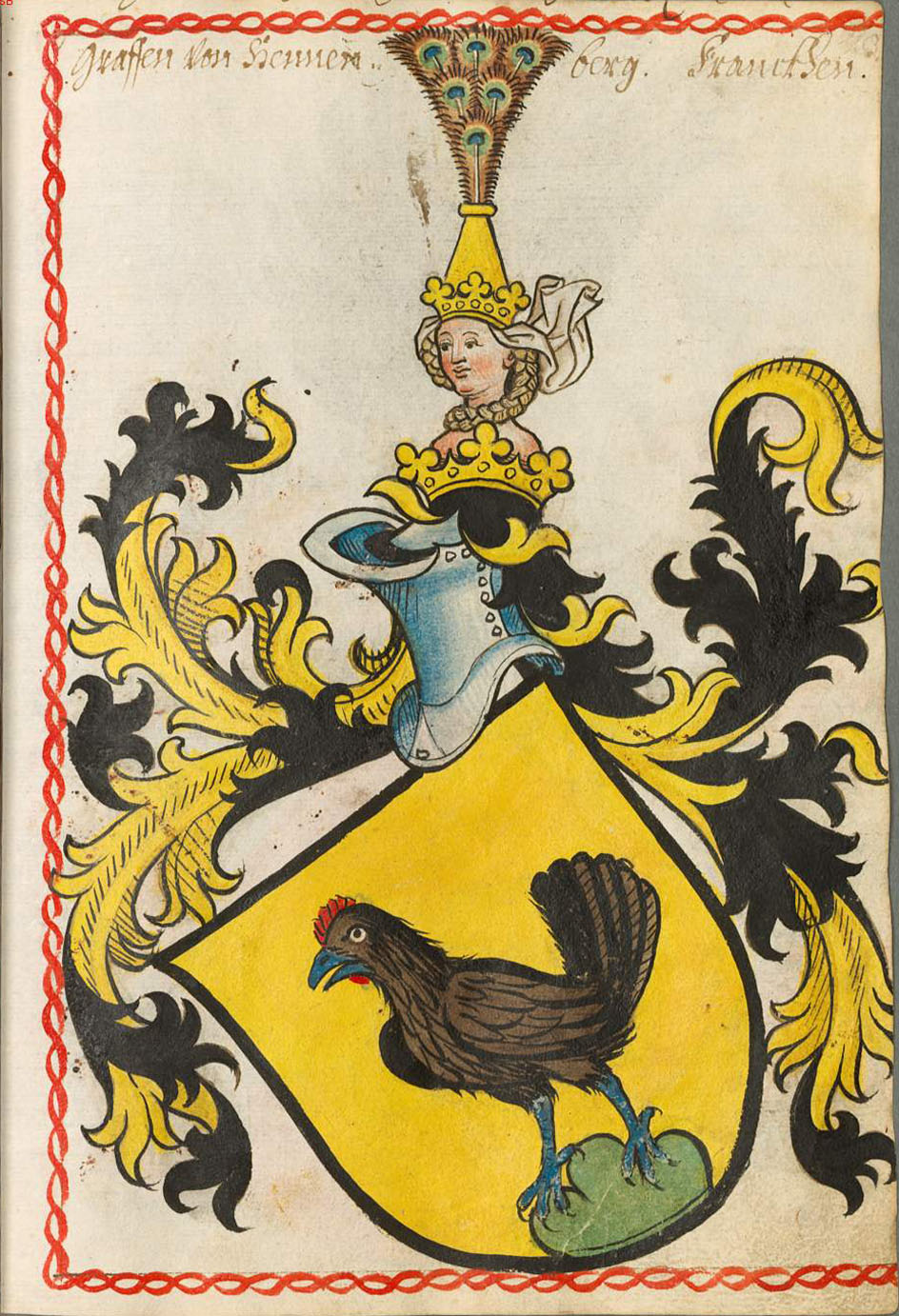
Stammwappen nach dem Scheibler’schen Wappenbuch
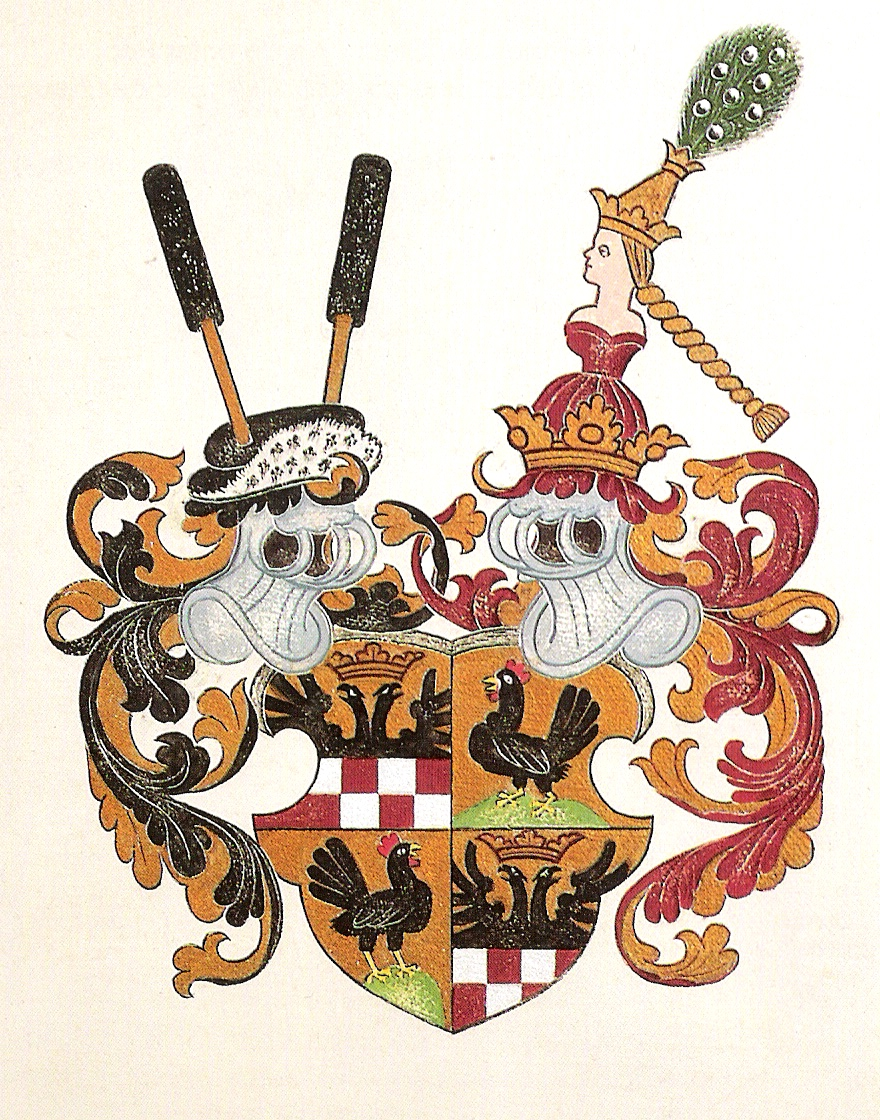
Wappen der gefürsteten Grafschaft Henneberg, gemehrt mit der Burggrafschaft Würzburg

Im heutigen Südthüringen und weiten Teilen Unterfrankens verweisen noch immer viele Orts- und Landkreiswappen auf die einstigen Herrschaftsverhältnisse und letztlich die Beziehung zur Kulturlandschaft Henneberger Land.

Landkreis Hildburghausen
Ilm-Kreis
Landkreis Schmalkalden-Meiningen
Wartburgkreis
Landkreis Sonneberg, Kreiswappen von 1920 bis 1952

In Südthüringen, im Kernland der historischen Grafschaft Henneberg, sind dies die Wappen von Albrechts, Behrungen, Benshausen, Bettenhausen, Dietzhausen, Ebertshausen, Gemeinde Grabfeld, Goldlauter, Heinrichs, Henneberg, Jüchsen, Kühndorf, Marisfeld, Meiningen, Obermaßfeld-Grimmenthal, Oberweid, Rentwertshausen, Rohr, Schleusingen, Schmalkalden, Schmiedefeld am Rennsteig, Schwarza, Suhl, Sülzfeld, Themar, Untermaßfeld, Waldau, Wasungen und Wolfmannshausen.

Wappen der kreisfreien Stadt Suhl

Wappen der Stadt Meiningen
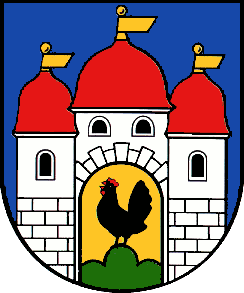
Wappen der Stadt Schleusingen
Wappen der Stadt Schmalkalden
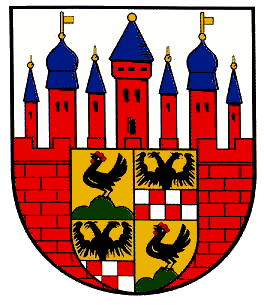
Wappen der Stadt Themar
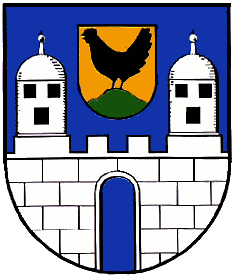
Wappen der Stadt Wasungen

Im südthüringischen Sonneberger Land verweist das Wappen von Mengersgereuth-Hämmern, im heutigen Wartburgkreis das Wappen von Kaltennordheim und nördlich des Rennsteigs und damit streng genommen außerhalb des eigentlichen Südthüringens die Wappen von Ilmenau, Heyda, Oberpörlitz und Neusiß auf die hennebergische Vergangenheit.

Wappen der Stadt Ilmenau
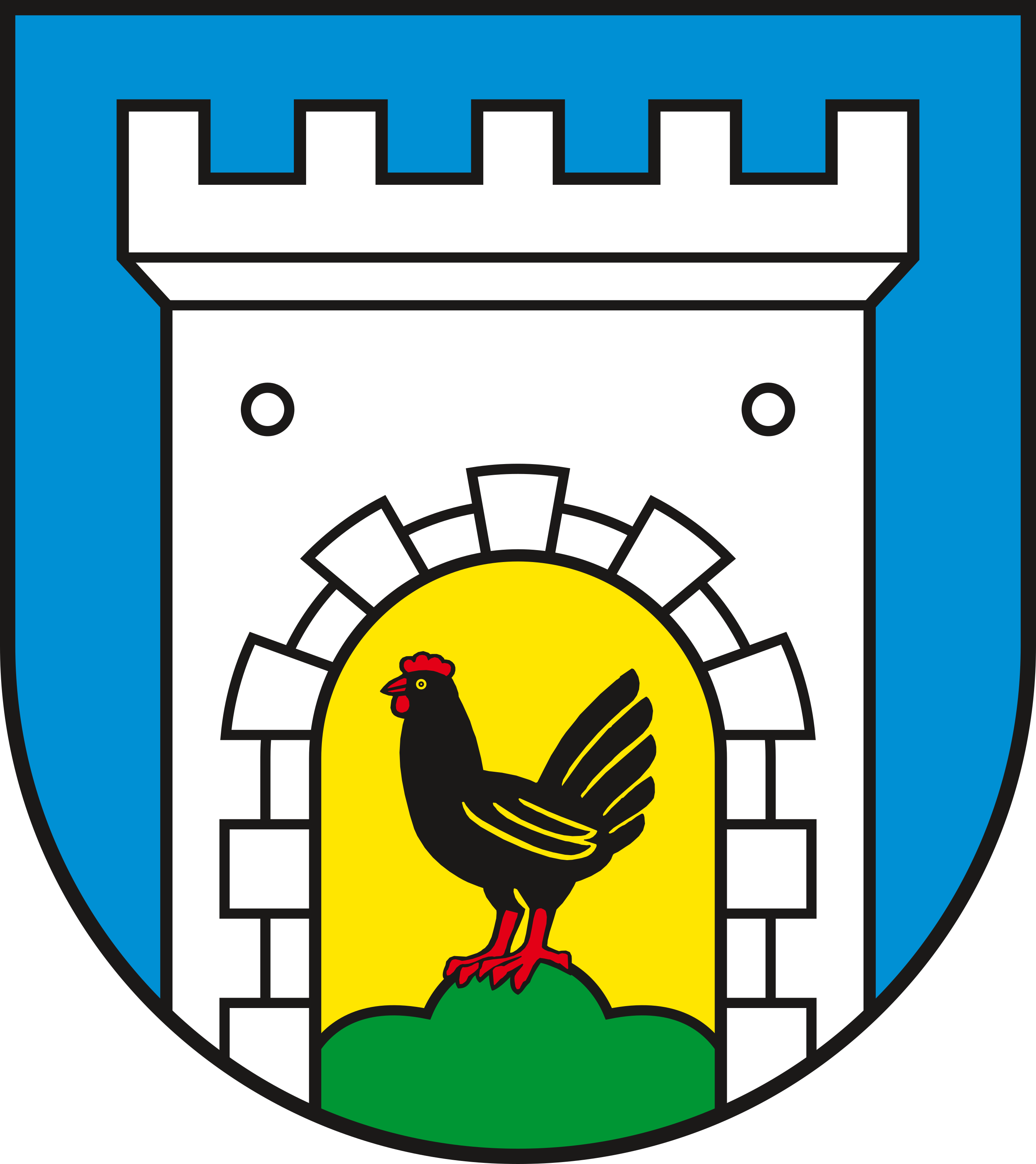
Wappen der Stadt Kaltennordheim

In  Unterfranken  sind dies die Wappen von Aschach, Bad Bocklet, Dittelbrunn, Schonungen, Üchtelhausen und Willmars.

## Geschichte und Besiedlung

### Vorzeit bis ca. 1000 v. Chr.
Archäologische Funde lassen vermuten, dass sich schon vor 80000–10000 Jahren, während der letzten Eiszeit, auf dem Gebiet des heutigen Südthüringen die ersten Jäger und Sammler niederließen. Um 5000–2000 v. Chr. lassen jungstein- und bronzezeitliche Artefakte der so genannte Band- bzw. Schnurkeramiker und Glockenbecherleute, im Gleichberggebiet strukturierter werdende Siedlungskulturen mit Ackerbau und Viehzucht erkennen. Einen ausgeprägten Totenkult der hier siedelnden Kultur belegen Hügelgräber um 1600–1200 v. Chr. zwischen Wichtshausen und Schwarza sowie in der Rhön. Im Gleichberggebiet entstanden ca. 1000 v. Chr. erste Wehranlagen. Funde der so genannten Urnenfelderkultur verweisen im Grabfeld, Werratal, in der Vorderrhön und in der Nähe von Gumpelstadt bei Schweina, ebenfalls auf diese Zeit.

### Eisenzeit bis zum 6. Jahrhundert
Während der eisenzeitlichen Hallstadtperiode um 700–450 v. Chr. vollzog sich offenbar eine Zweitbesiedlung der Steinsburg bei Römhild. Archäologische Ausgrabungen im Grabfeld, Jüchsen, Henfstädt und Herpf zeigen bis ca. 50 v. Chr. unter anderem keltische Siedlungen der La-Tène-Zeit. Vom 1. bis 6. Jahrhundert n. Chr. begannen sich die ersten germanischen Stämme der Alemannen, Hermunduren und Thüringer auf dieses Gebiet zu verbreiten. An den fruchtbaren Flussauen der Werra entstanden schon sehr früh stärkere Siedlungsverbände. Die Ortschaften mit den Namensendungen -ingen und -ungen wie z. B. Salzungen, Breitungen, Schwallungen, Wasungen und Meinungen (später Meiningen), gehen auf die Alemannen zurück, die im 5. und 6. Jahrhundert dieses Gebiet auf ihrem Zug nach Süden von Nordwest her besiedelten.

### Die fränkische Ostkolonisation 7.–10. Jahrhundert
Im 7. Jahrhundert setzte die fränkische Ostkolonisation ein, die bis ins frühe 9. Jahrhundert andauerte und mittelalterlichen Landausbau und die Schaffung von Feudalstrukturen förderte. Mit der fränkischen Besiedlung begann auch die christliche Missionierung unter Bonifatius und Kilian ausgehend von den religiösen Zentren Bamberg, Würzburg, den Klöstern Fulda und Hersfeld, welche sogleich das Territorium in ihren Machtbereich integrierten. Die Grenze der fränkischen Besiedlung markiert im Wesentlichen der Rennsteig. Im Raum Salzungen und Nordrhön, zwischen Salzbogen und Rennsteig, entstand eine fränkisch-thüringische Mischzone. Dieser kleine Übergangsbereich erschwerte durch die vorhandenen Salzquellen eine fränkische Landnahme und so konnten die Franken nur vereinzelt neue Siedlungen errichten. Der hier gesprochene Dialekt lässt eine Hauptbesiedlung aus Richtung Westen oder Nordwesten vermuten und aus heutiger Sicht würde man es wohl eher als ostfränkisch-osthessisch-thüringische Mischzone bezeichnen, wobei das Hessische sehr prägend ist.
Nach der Zerschlagung des Thüringer Reiches durch die Franken im Jahr 531 wird auch diese Region in ein System befestigter fränkischer Königshöfe an der Werra einbezogen und später Teil des Großherzogtums Franken unter Karl dem Großen. 758, durch die erste urkundliche Erwähnung von Jüchsen, beginnen, hauptsächlich durch das hier landbesitzreiche Kloster Fulda, schriftliche Überlieferungen. Um 815 bis 824 entsteht mit der Gründung des Klosters Rohr eines der ersten religiösen Zentren im nördlichsten Franken.

### Die Blütezeit der Henneberger ab dem 11. Jahrhundert
Mit dem Niedergang der Fränkischen Grafschaftsverfassung im 10. und 11. Jahrhundert begann der Zerfall des Fränkischen Großreichs und etliche Kleinherrschaften entstanden. Die erste urkundliche Erwähnung der Grafen von Henneberg, welche die Region als territoriale Zentralmacht zusammenschließen, datiert auf das Jahr 1096. Unter ihrem Einfluss entstanden Kleinstädte mit Markt- und Gewerberecht. Andauernde Fehden und Machtkämpfe ließen hennebergische Nebenlinien (u. a. die Frankensteiner bei Salzungen und die Coburger-Linie) entstehen, wobei zahlreiche Burgen aufgrund dieser territorialen Auseinandersetzungen entstanden.
1274 brachte die Hennebergische Hauptteilung in Hartenberg, Aschach-Römhild und Schleusingen den endgültigen Bruch einer geschlossenen Zentralmacht. 1284–1347 erreichten die Henneberger Lande ihre größte Ausdehnung, von Coburg bis Salzungen in Ost-West-Richtung nach der Wiedereingliederung der Frankensteiner und Coburger Gebiete und von Ilmenau bis Aschach. Ab 1310 erhielten die Henneberger Lande insgesamt den Titel Gefürstete Grafschaft Henneberg. Zwischen 1347 und 1480 kam es zu einer Machtkrise des Hauses Henneberg durch den Verlust der Neuen Herrschaft Coburg an die Wettiner, welche sich erst wieder um 1500, mit der Gründung des Fränkischen Reichskreises, stabilisierte. Im Fränkischen Reichskreis, zu dem das gesamte Gebiet der Grafschaft bis 1806 gehörte, stiegen die Henneberger zeitweise zur größten weltlichen Macht auf und bildeten so wieder eine zentrale Einheit. Im frühen 16. Jahrhundert verursachten Missernten das Verlassen und Wüstwerden von vielen Dörfern. Machtkämpfe und Adelsfehden veranlassten den Bau mehrerer Wehrkirchen. Im Zuge ihres ökonomischen Aufstiegs begannen die hennebergischen Kleinstädte mit dem Bau von Stadtbefestigungen. Während des Bauernkriegs von 1525 durchzogen von Norden kommend der Werrahaufen und von Süden der Bildhäuser Haufen das Henneberger Land und zerstörten mehrere Klöster und Burganlagen, unter anderem die Stammburg der Henneberger bei Meiningen.
1529 begannen die Tagungen des Schmalkaldischen Bunds (Bund der protestantischen Städte). 1539 erhielt die Grafschaft Henneberg ihre Landesordnung (ähnlich einer Verfassung). 1542 ging die würzburgische Stadt Meiningen durch Tausch an Henneberg. 1544 wurde die Reformation, nach langer Zeit der politischen Rücksicht auf die katholischen „Mitfranken“ in Würzburg, eingeleitet. Der Mitstreiter Martin Luthers und Henneberger Reformator Johann Forster, hatte in dieser Zeit seinen Wirkungskreis im Henneberger Land.
Zum Gefolge der Henneberger zählte auch die thüringisch-fränkische Adelsfamilie von der Kere, die sich in einer Familienlinie nach dem Truchsessenamt der Henneberger fortan Truchseß von Henneberg nannte.

### Das Ende der Grafschaft im 16. Jahrhundert
Letztlich waren Reformation, Bauernkrieg und ständige Machtkämpfe mit Würzburg der Ausgangspunkt für eine Fülle von Veränderungen, an deren Ende zuerst die geistliche und später auch die territoriale Spaltung des Henneberger Landes von Franken und die Angliederung an Thüringen stand. 1546/1547 kam es zum Schmalkaldischen Krieg (das Heer Kaiser Karls V. besiegt am 24. April 1547 das protestantische Heer in der Schlacht bei Mühlberg). In den Jahren 1553 und 1554 kam es im Zuge des sogenannten Markgräflerkrieges zu Plünderungen, Brandschatzungen und Verwüstungen im Henneberger Land. Das an der nördlichen Peripherie des Fränkischen Reichskreises gelegene Henneberg war auch im Konflikt zwischen Markgraf Albrecht Alcibiades von Brandenburg-Kulmbach und den Städten Würzburg, Bamberg, Nürnberg sowie Herzog Heinrich dem Jüngeren von Braunschweig-Wolfenbüttel, wie schon im Schmalkaldischen Krieg, neutral. Seine Transitlage machte es jedoch wiederholt zum Schauplatz von Auseinandersetzungen.
1583 trat durch das Aussterben der Grafen von Henneberg in männlicher Linie die vertraglich geregelte Übernahme der fränkischen Grafschaft Henneberg durch die sächsischen Wettiner/Ernestiner und die hessischen Landgrafen (Schmalkalden) ein und beendete die fast 500-jährige Herrschaft derer von Henneberg. Noch blieb – außer für Schmalkalden, was ganz an Hessen geht – Meiningen alleiniger Regierungssitz und die Herrscher der hennebergischen Nachfolgestaaten führten auch weiterhin den Titel Grafen von Henneberg. Im Reichstag saßen von da an bis 1806 sächsische und hessische Herrscher auf den betreffenden Sitzen des Fränkischen Reichskreises. Während der Blütezeit von Kupfer- und Eisenbergbau um 1600 entwickelte sich in und um Suhl die Waffenschmiede zu einer der wichtigsten in ganz Europa. Diese Tatsache machte diese Kernregion zu einer der bedrohtesten im drohenden Krieg der Konfessionen.

### Dreißigjähriger Krieg und erneute Teilung im 17. Jahrhundert
Als der Dreißigjährige Krieg begann, blieb das Henneberger Land zunächst noch weitestgehend verschont. Grund dafür war, wie schon in früheren Konflikten, die noch andauernde Neutralität. 1634 kam es jedoch zu dem verheerenden Kroateneinfall infolge der wettinischen Entscheidung, das Lager gegen das katholische Würzburg zu wechseln. Bis zum Ende des Dreißigjährigen Krieges 1648 verlor das Henneberger Land ca. zwei Drittel der Bevölkerung.
1660 kam es zu erneuter Teilung: Die noch gemeinschaftliche wettinischen Grafschaft Henneberg wurde unter Wahrung der reichsrechtlichen (formellen) Einheit und dem Verbleib im Fränkischen Reichskreis den Kleinstaaten Sachsen-Zeitz, Sachsen-Weimar, Sachsen-Gotha und Sachsen-Altenburg zugeteilt. 1680 kam es zur Teilung des Herzogtums Sachsen-Gotha, was unter anderem die Entstehung von Sachsen-Meiningen, Sachsen-Hildburghausen und Sachsen-Römhild möglich machte. Zu dieser Zeit war der Höhepunkt der Kleinstaaterei erreicht.

### Das 18. Jahrhundert
Als um 1700 die Schäden des Dreißigjährigen Kriegs verschwanden, kam es zum Aufschwung traditioneller Gewerbe, u. a. der Spielzeugfabrikation in Sonneberg. Zwei Kriege (1747–1748 „Wasunger Krieg“ zwischen Sachsen-Gotha und Sachsen-Meiningen sowie 1756–1763 der Siebenjährige Krieg) stürzten die Region erneut in eine Krise. Von 1775 bis 1803 förderten die Herzöge Karl und Georg I. von Sachsen-Meiningen die Reform des aufgeklärten Absolutismus und machten Meiningen zu einem Zentrum deutscher Kultur, was durch die Tatsache, Friedrich Schiller im Jahr 1783 Schutz vor dessen Landesvater Herzog Karl Eugen zu bieten, noch unterstrichen wird.
Zwischen 1792 und 1795 marschierten napoleonischer Truppen auf ihren Eroberungszügen durch das Land und strapazierten Land und Gewerbewirtschaft aufs Neue. 1803 beseitigte der Reichsdeputationshauptschluss zwar die gravierendsten Probleme der Kleinstaaterei, doch mit der Auflösung des Deutschen Reiches 1806 war auch das Ende des Fränkischen Reichskreisen besiegelt und somit auch die letzten politischen Verbindungen nach Franken gekappt.

### Das Land seit 1806
Ab 1806 war in politischer Hinsicht eine zunehmende Anlehnung an den sächsisch-wettinischen Herrschaftsbereich zu verzeichnen. Ab 1871 etablierte sich für Teile des heutigen Freistaats Thüringen der Sammelbegriff der Acht Thüringer Staaten. Erst ab diesem Zeitpunkt finden sich im täglichen Sprachgebrauch die ersten Zuordnungen zu Thüringen. Dieser Prozess endete mit der endgültigen Angliederung an das 1920 neu gegründete Land Thüringen. Zumindest im Freistaat Sachsen-Meiningen diskutierte man damals noch über den alternativen Wechsel in den Freistaat Bayern. So bezeichnet seit 1920 das Henneberger Land lediglich die Kulturlandschaft in Südthüringen. Schmalkalden, Suhl und Schleusingen kamen jedoch erst 1947 zum Land Thüringen.

## Städte und Bauwerke

### Die größten Städte im historischen Henneberger Land
Meiningen – Suhl – Schleusingen – Wasungen – Schmalkalden – Bad Salzungen – Hildburghausen – Themar – Römhild – Eisfeld

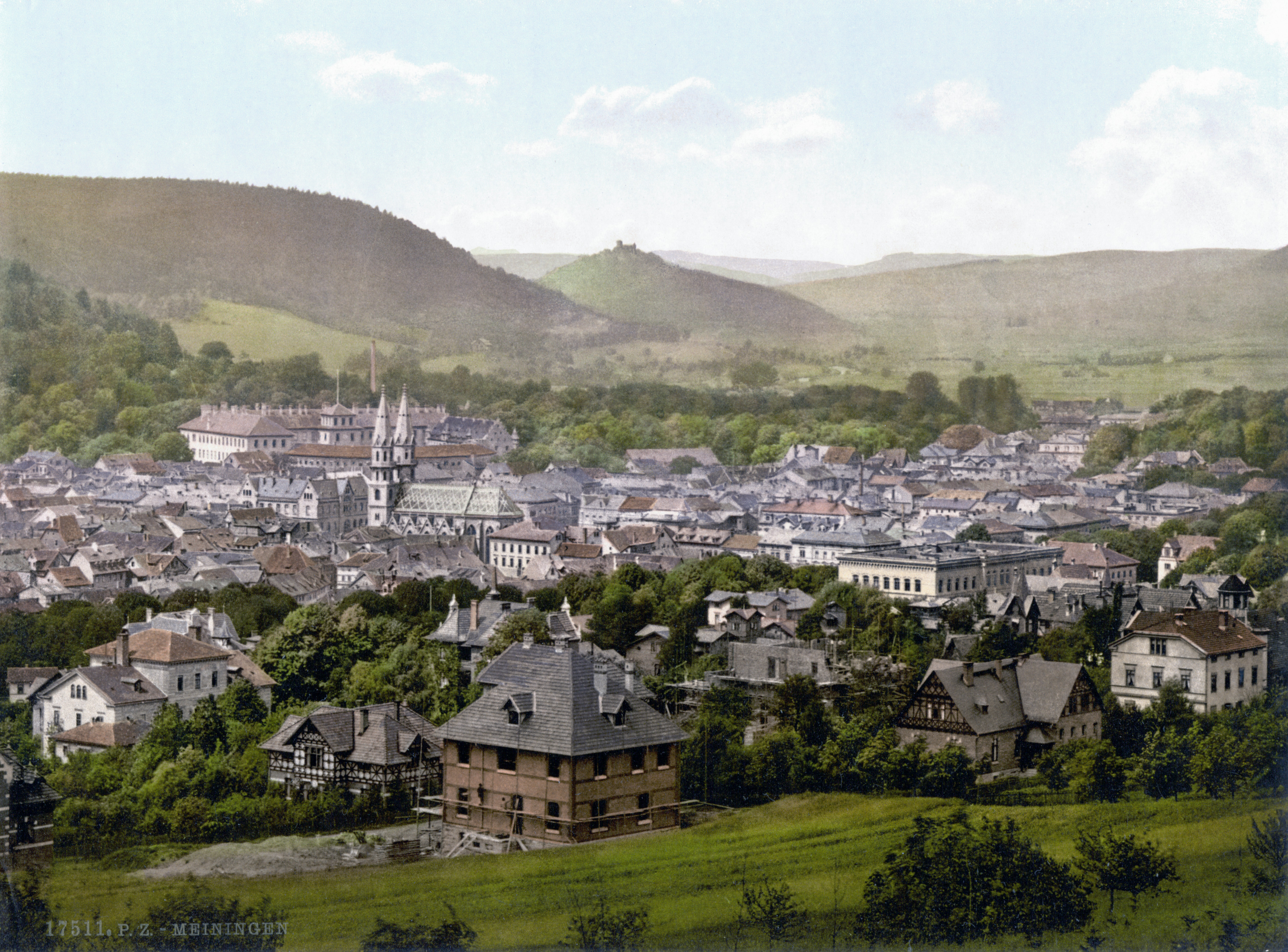
Meiningen um 1900

Im Zuge der Industrialisierung mit der Anbindung an das Eisenbahnnetz durch die Werrabahn konnte – wie auch in anderen Regionen – im Henneberger Land eine starke Verstädterung beobachtet werden. Jedoch gelang es Städten in dieser Region nie, die Größe zu erlangen, zu welcher vergleichbare Städte in den angrenzenden Großlandschaften heranwuchsen. Meiningen als Residenz- und Hauptstadt des Herzogtums Sachsen-Meiningen war regional so über viele Jahre die einzige größere Stadt. Diesen Rang musste Meiningen spätestens in Zeiten der „Neu-Industrialisierung“ nach 1930 mit Suhl teilen und ab 1960 an diese abtreten.
Außer der 36.395 Einwohner starken Stadt Suhl überspringt heute im Henneberger Land nur noch die nächstgrößte Stadt Meiningen (24.722) die „Mittelstadt-Hürde“ von 20.000 Einwohnern (Stand: 31. Dezember 2020, für eine genauere Aufstellung siehe hier).
Der Grund für die fast ausschließliche Entwicklung kleinerer Städte ist vom Ursprung her wohl auch in der Aufteilung des Henneberger Lande in mehrere Herzogtümer seit 1583 zu suchen. Eine für den kulturell interessierten Besucher positive Folge dieser Kleinstaaterei ist heute eine hohe Zahl an kleinen Residenzstädten mit oft unter 10.000 Einwohnern. So findet man im Henneberger Land eine beachtliche Anzahl von Schlössern, Burgen, Park- und Kulturanlagen.

### Burgen und Schlösser im Henneberger Land

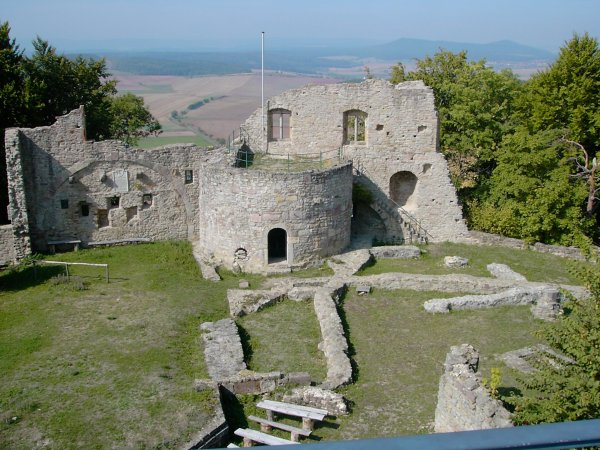
Burg Henneberg
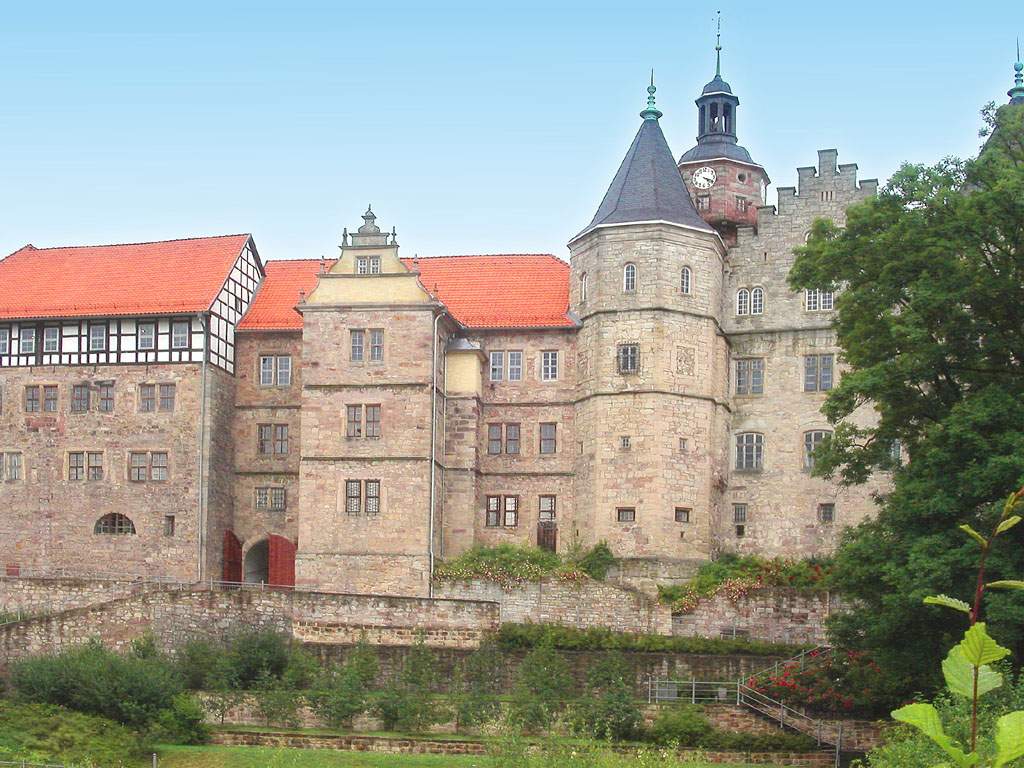
Schloss Bertholdsburg, Schleusingen
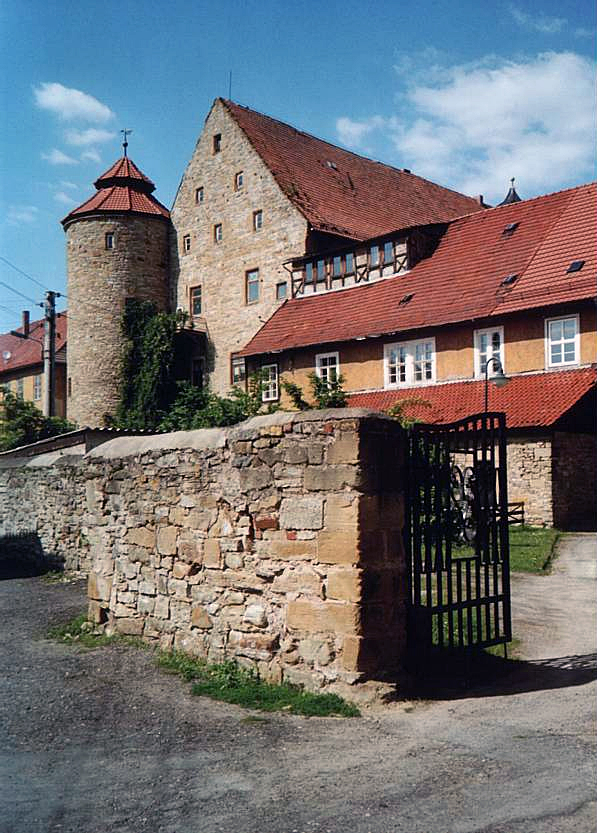
Schloss Glücksburg, Römhild
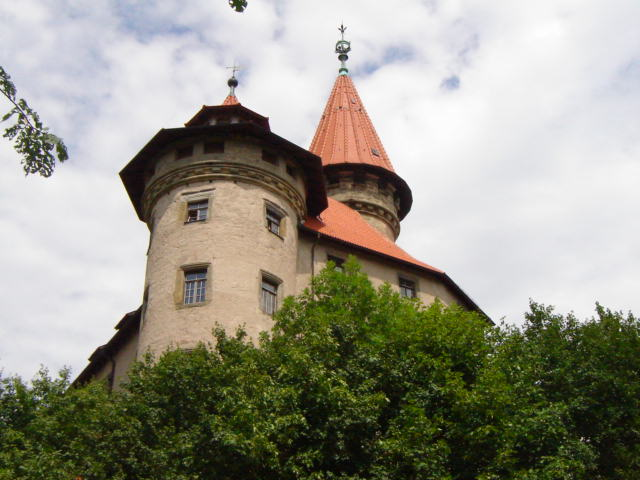
Veste Heldburg
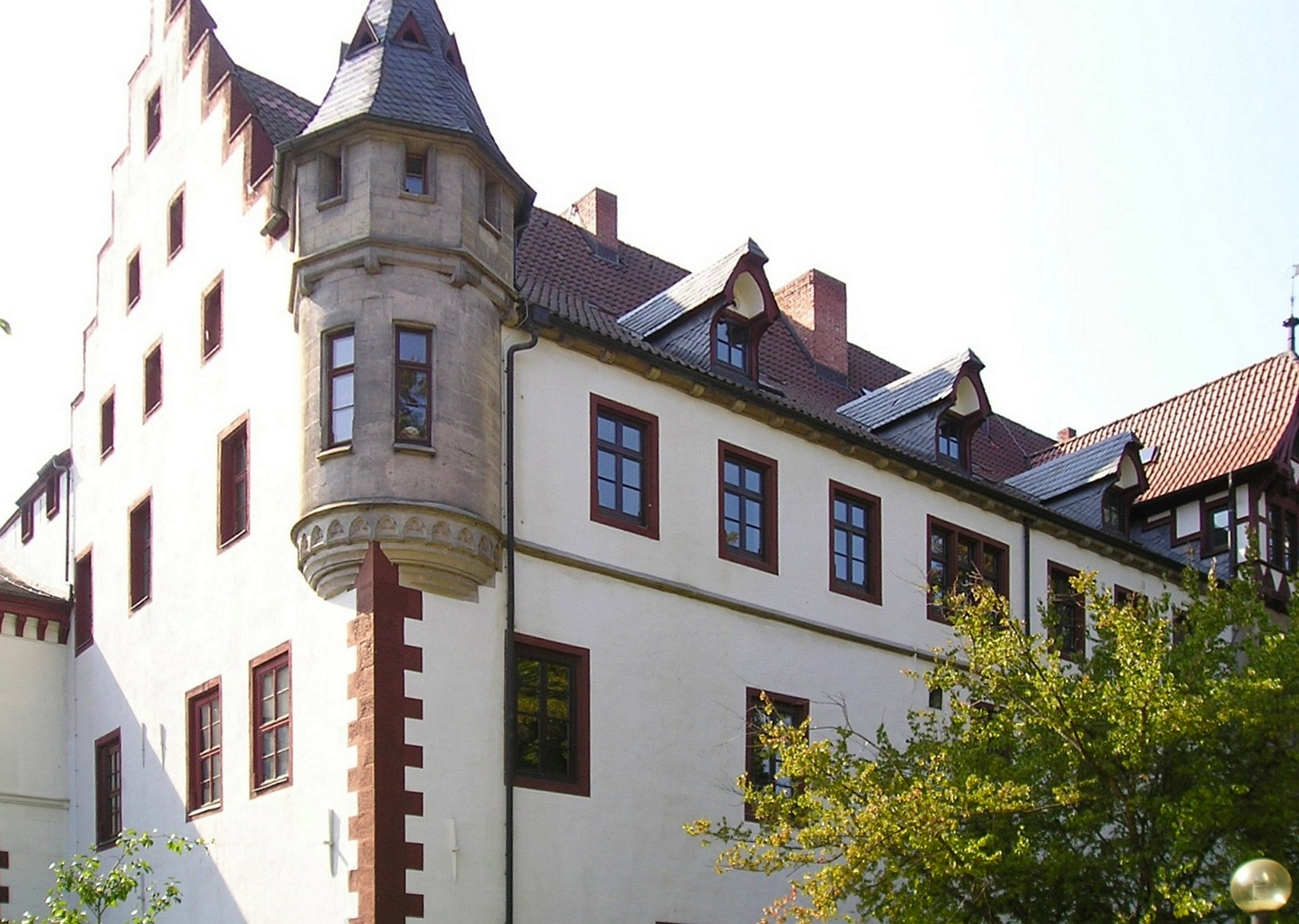
Bibrabau vom Schloss Elisabethenburg, Meiningen
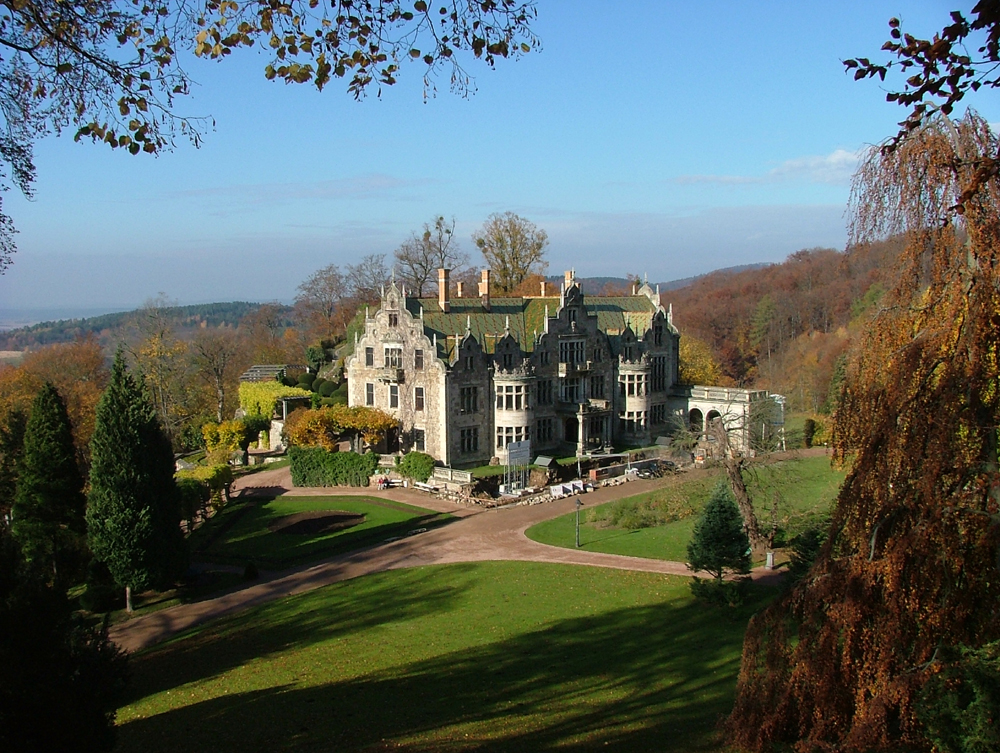
Schloss Altenstein bei Bad Liebenstein
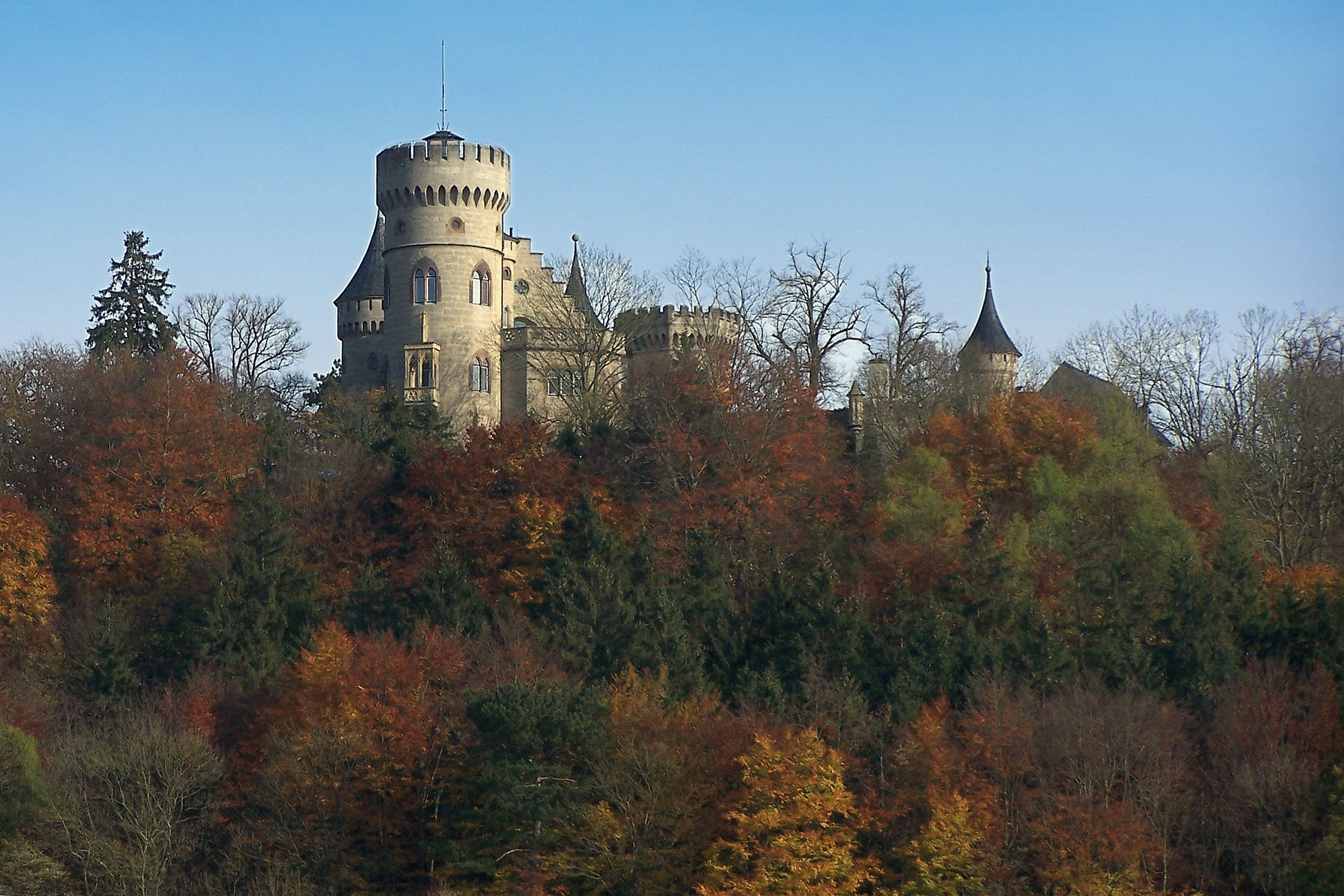
Schloss Landsberg, Meiningen

### „Henneberger Haus“
Analog zu den in anderen Landstrichen üblichen „Bayerischer Hof“, „Sächsischer Hof“, „Brandenburger Haus“ etc. war es seit dem 19. Jh. in den Städten des Henneberger Landes üblich, ein Gasthaus oder Hotel mit Namen Henneberger Haus zu benennen. Diese regionale Tradition ist bis heute erhalten geblieben.
Bisweilen war, gerade in den letzten Jahrzehnten, die Architektur dieser lokalpatriotischen „Denkmäler“ recht skurril. Das architektonisch wohl schönste Henneberger Haus ist in Meiningen, kurz vor der Fußgängerzone Richtung Markt, zu finden.

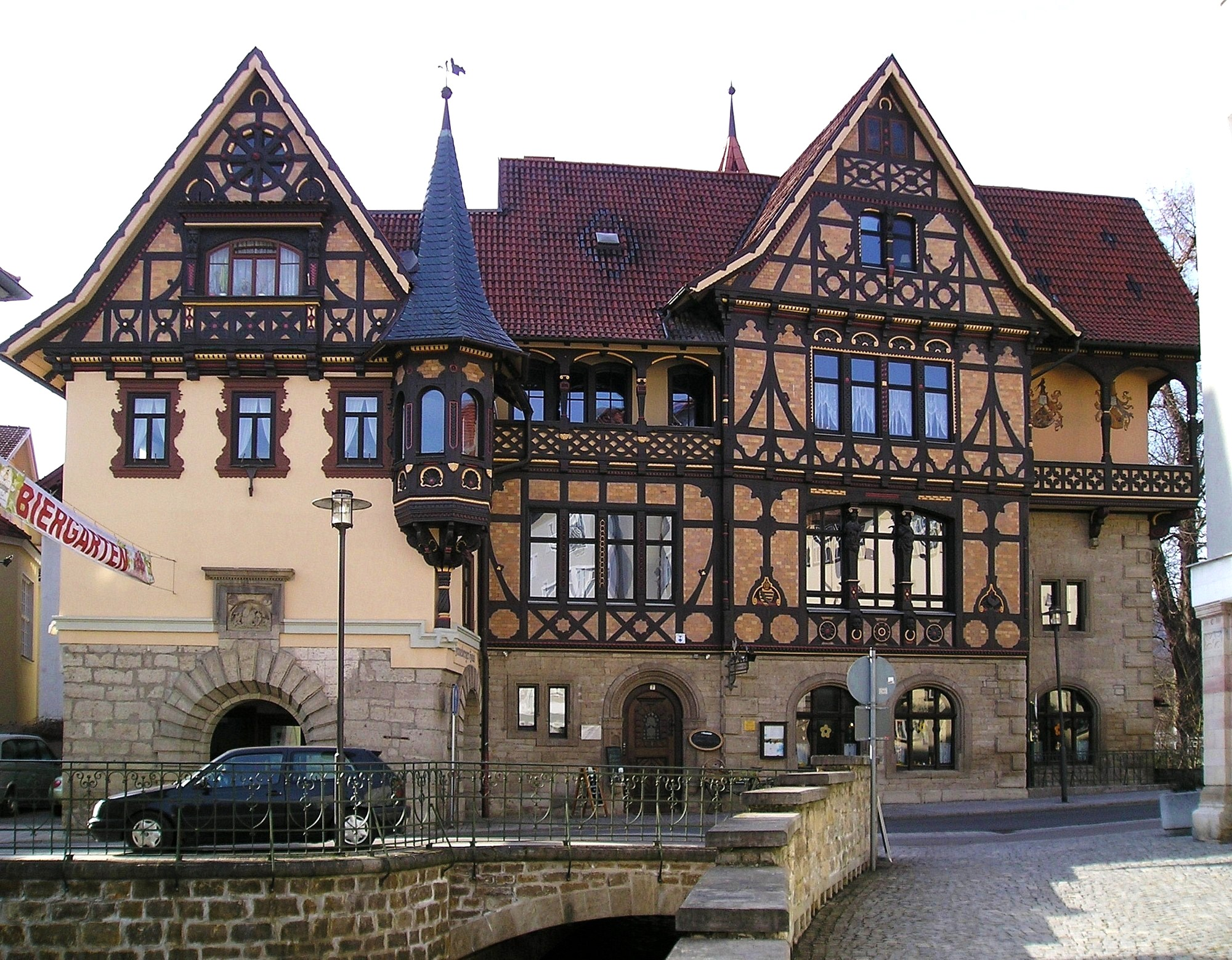
Henneberger Haus in Meiningen
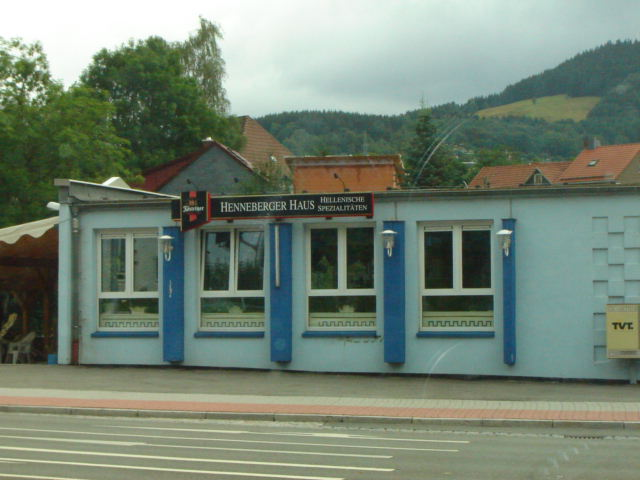
Henneberger Haus in Suhl
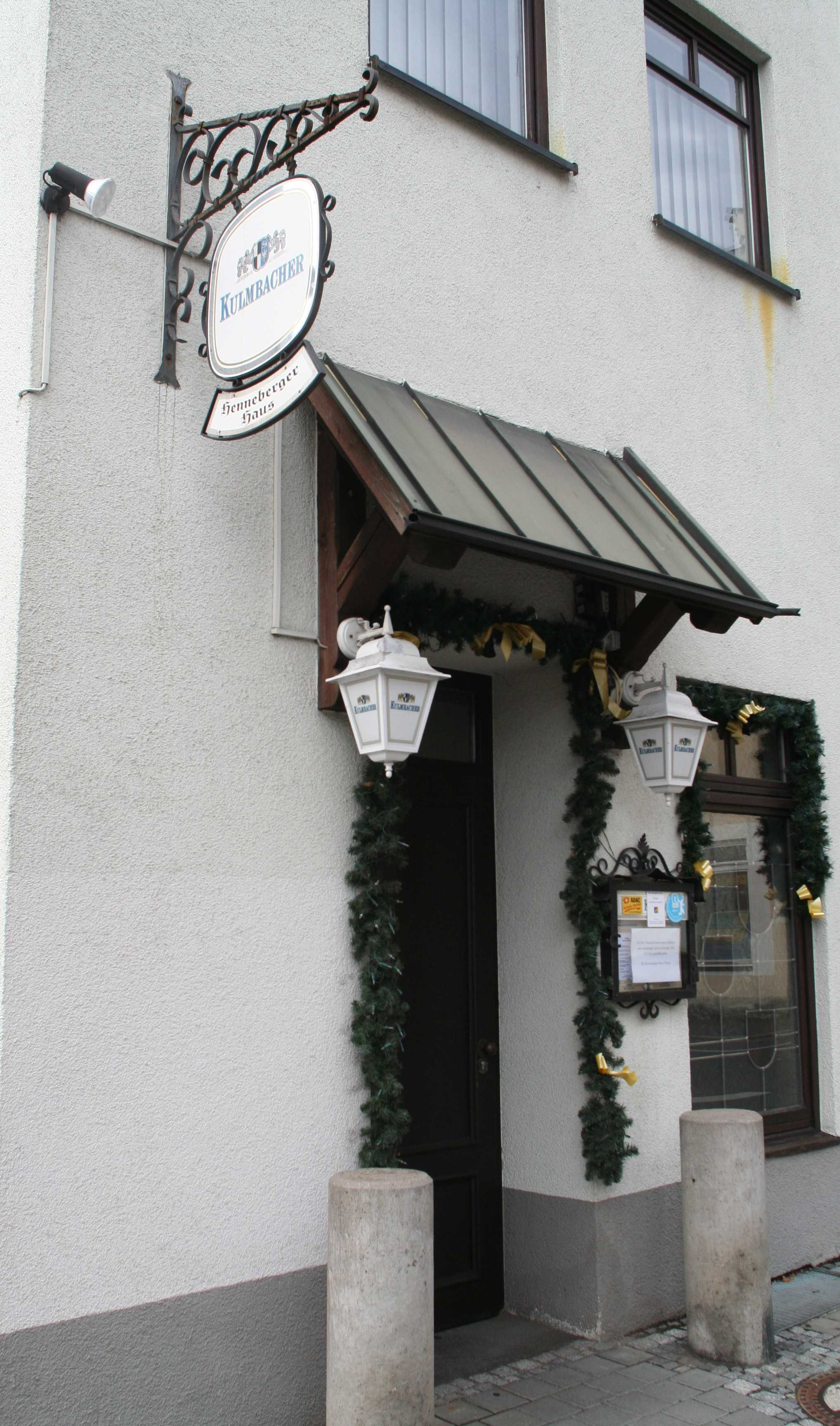
Henneberger Haus in Coburg, Goethestr. 3
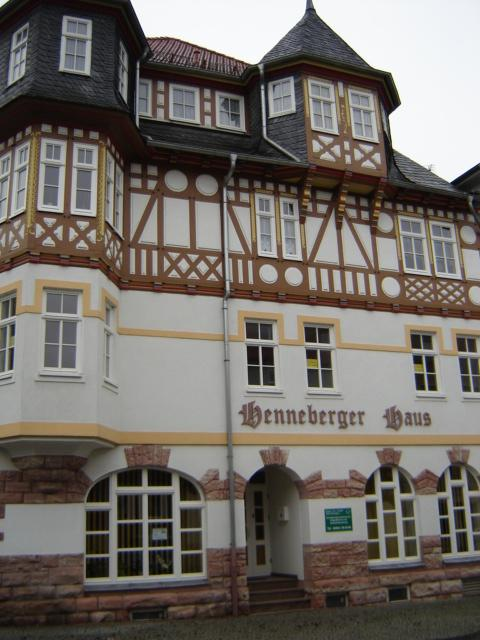
Henneberger Haus in Bad Salzungen

### Hennebergisch-Fränkisches Fachwerk

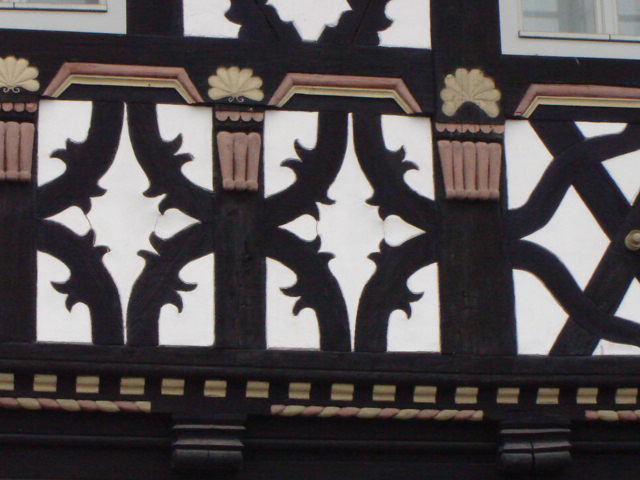
Henneberger Fachwerk in Suhl-Heinrichs

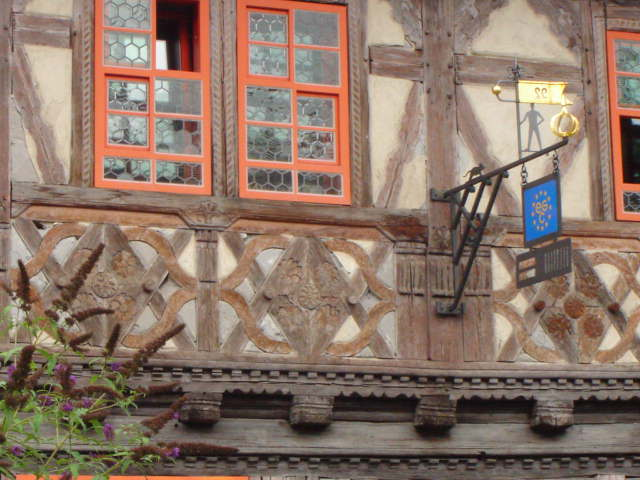
Henneberger Fachwerk in Suhl-Heinrichs

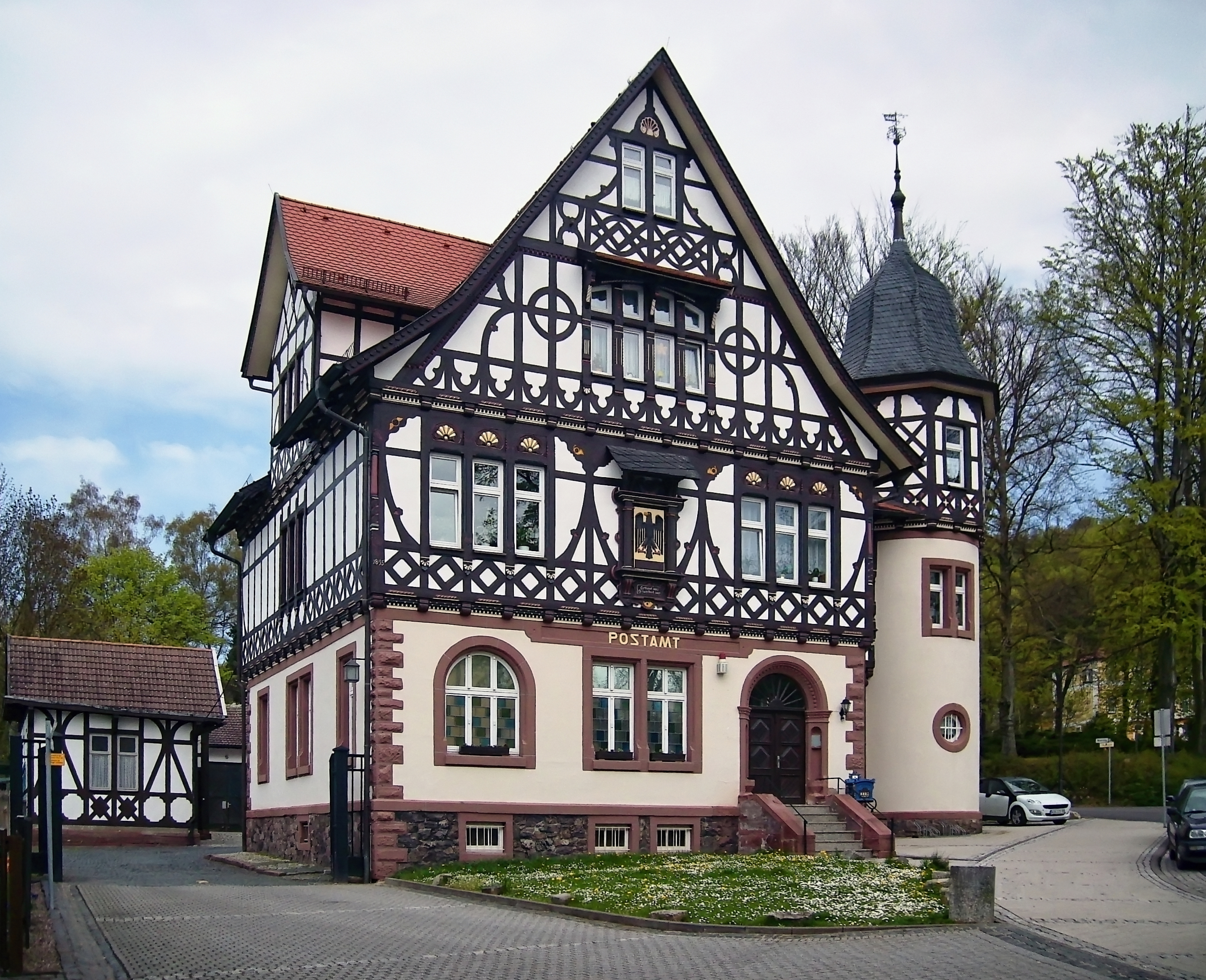
Postamt Bad Liebenstein

Im Henneberger Land setzte sich schon im 16. Jahrhundert die sogenannte fränkische Bauweise des Fachwerks durch, welche sich als fränkisch-hennebergischer Fachwerkstil bis in die Mitte des 18. Jahrhunderts weiter entwickelte. Danach geriet der Baustil bis auf eine kurze Renaissance in der Jugendstilzeit, in Vergessenheit.
Auffällig ist, dass nicht nur Wohnhäuser oder Wirtschaftsgebäude des „kleinen Mannes“ in diesem Stil entstanden, sondern dass er auch in Kirchen, Ratsgebäude, Amtssitze bis hin zu Burgen und Schlössern architektonisch einfloss. Letzteres gilt vor allem für die kurze Zeit des Wiederaufblühens des Baustiles um 1900.
Die Besonderheit des Hennebergischen Fachwerks sind die geschwungenen, meist verzierten Fachwerkkreuze, welche auch als Andreaskreuze bezeichnet werden. Eine kleine Auswahl eindrucksvoller Fachwerkgebäude zeigt folgende Galerie.

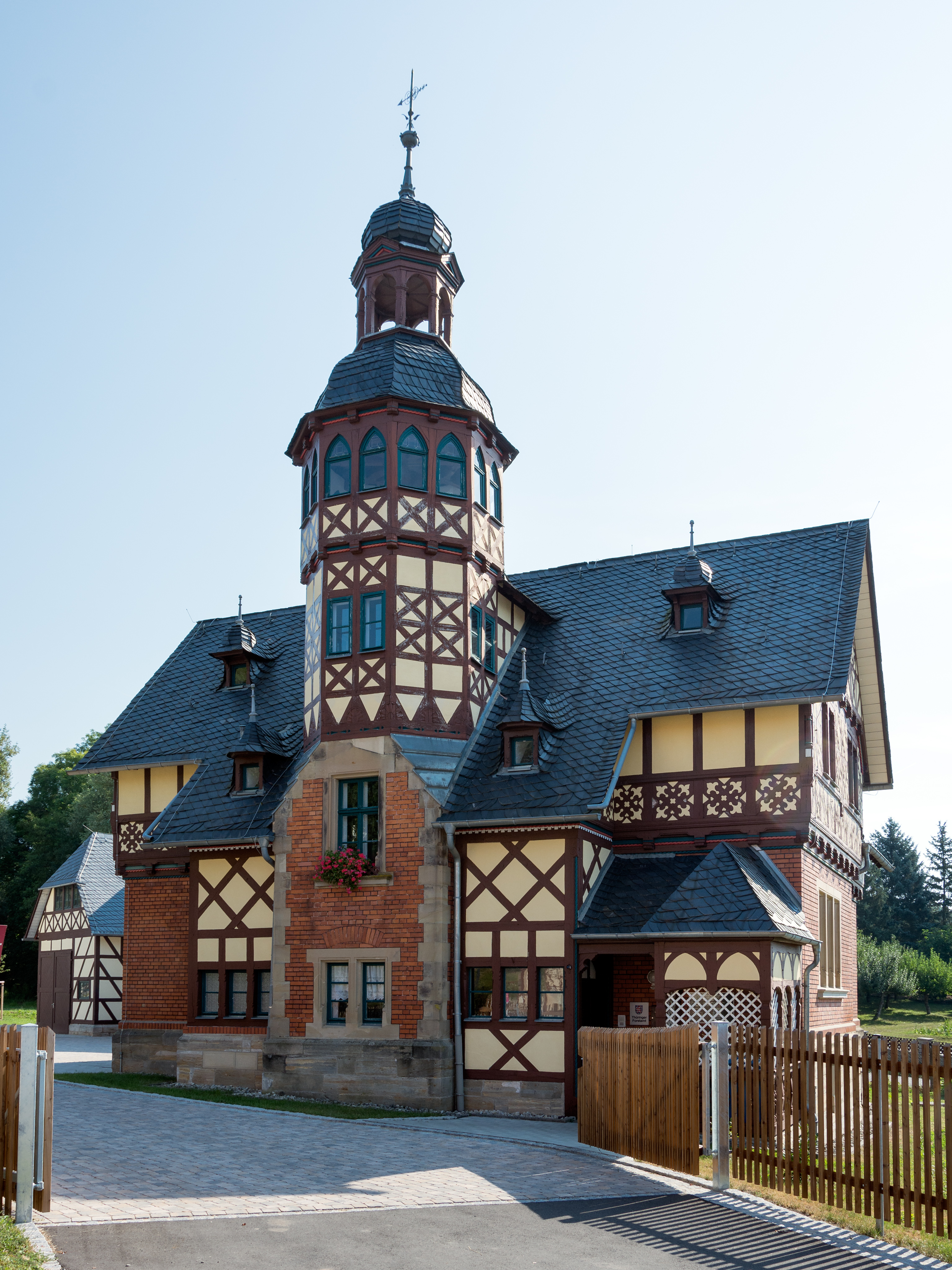
Forsthaus in Heldburg
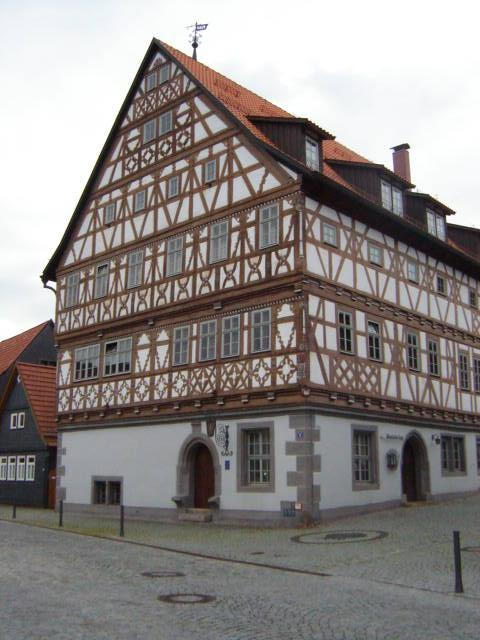
Rathaus Suhl-Heinrichs
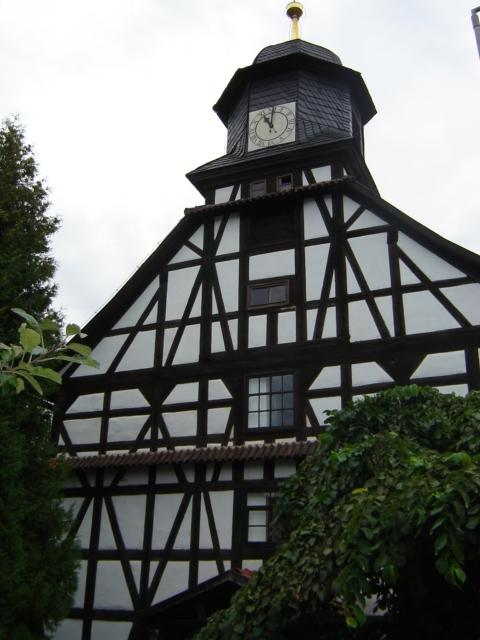
Fachwerkkirche in Suhl-Mäbendorf
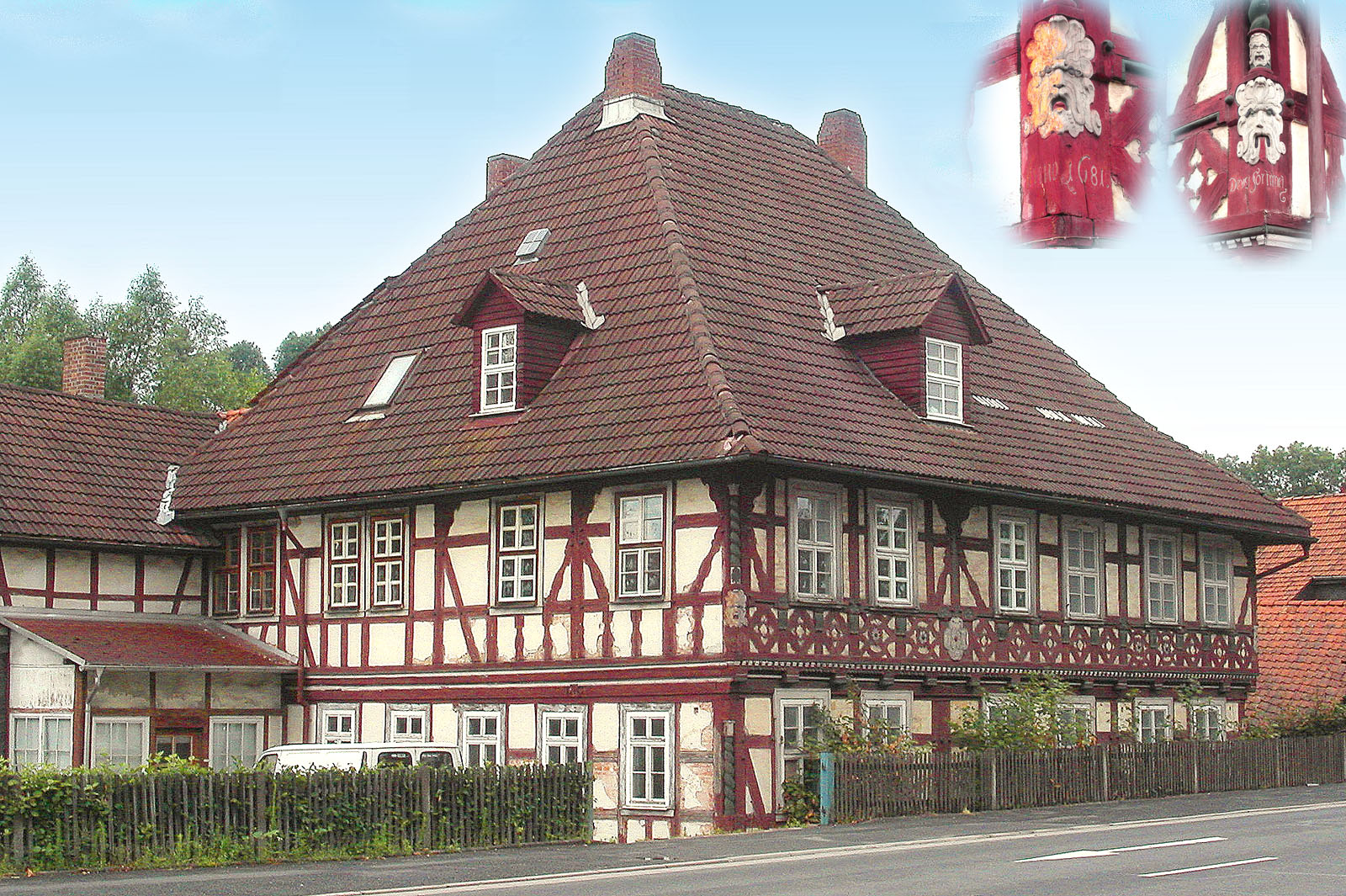
Schleusingen, „Teutsche Schule“, hennebergisch-fränkisches Fachwerk, 1681
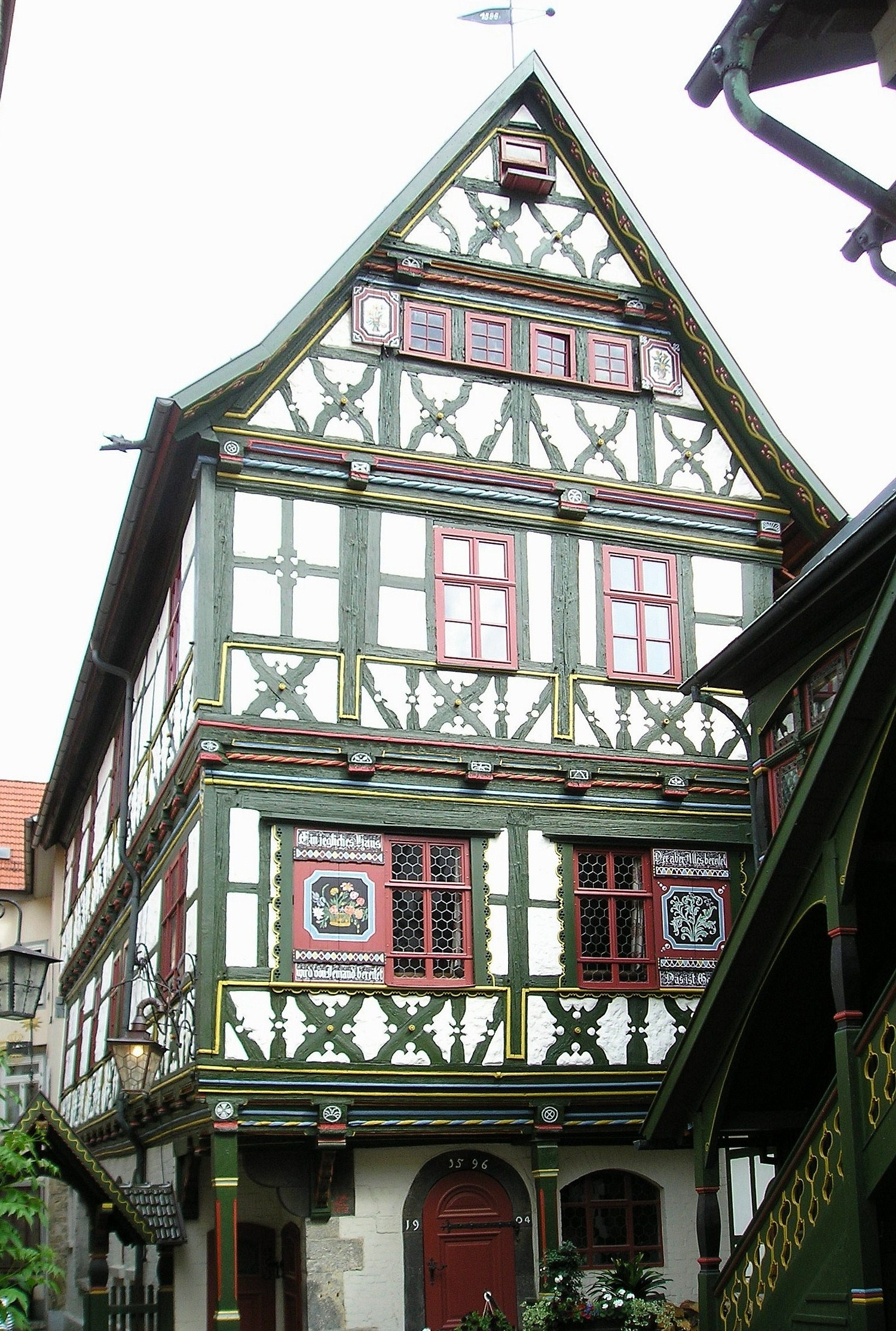
Büchnersches Hinterhaus von 1596 in Meiningen

## Dialekte
Im Henneberger Land werden drei ostfränkische Dialekte gesprochen:
- Hennebergisch in Schmalkalden-Meiningen-Zella-Mehlis-Suhl-Schleusingen-Themar in Richtung Salzbogen
- Grabfeldisch in Bad Königshofen-Mellrichstadt-Römhild-Frankenheim/Rhön-Gersfeld-Hilders
- Im östlichen Landkreis Hildburghausen mit dem Heldburger Land und im Landkreis Sonneberg, also in den thüringischen Gebieten der Pflege Coburg, wird Itzgründisch gesprochen.
- Rhöner Platt in Vacha-Bad Salzungen-Dermbach-Geisa-Breitungen, ein Mischdialekt mit starken osthessischen Einflüssen und einem Verbreitungsgebiet in Bayern, Hessen und Thüringen. Neuere Studien aus Jena und Leipzig fassen diesen Dialekt mit dem Ringgauischen zum Westthüringischen zusammen.

## Kirche und Religion
Eine Christliche Entwicklung ist in dieser Region erst nach der fränkischen Landnahme eindeutig nachzuweisen, da aus vorfränkische Zeit keinerlei Überlieferungen zu finden sind.
So setzte mit der fränkischen Kolonialisierung auch die Christianisierung im Gebiet des Henneberger Landes ein. Der größte Teil dieser Region stand dabei unter dem Einfluss des 741/742 gegründeten Bistums Würzburg sowie der Klöster Fulda und Hersfeld, welche 755 entstanden. Unter diesem Einfluss entstanden, bis ins 10. Jahrhundert, größere Filialverbände mit Mutterkirchen. Seit dem 13. Jahrhundert wurde das Bistum Würzburg in Archidiakonate untergliedert, hierbei wurden die Gebiete der Grafschaft Henneberg größtenteils dem Archidiakonat Mellrichstadt und seinen Landkapiteln Geisa, Mellrichstadt und Coburg zugewiesen. Schon im Zuge der Reformation 1525 entschieden sich die ernestinischen Landesteile diese einzuführen, während sich die Henneberger aus Gründen der politischen Rücksichtnahme auf Würzburg noch bis 1544 zurückhielten. Die Reformation brachte auch die Auflösung der hiesigen Klöster, eine Umgestaltung der Gottesdienste und schließlich die komplette kirchlich-kulturelle Anlehnung an Thüringen mit sich, welche das Henneberger Land nun in geistlicher Hinsicht vom noch katholisch gebliebenen Teil Frankens isolierte. Nur das Amt Rockenstuhl-Geisa konnte sich nach erfolgloser Reformation dieser Entwicklung entziehen. Da noch bis ins 19. Jahrhundert hinein Kirche und Staat in einer engen Verbindung standen, wurde auch die politische Gliederung der evangelischen Gebiete in Superintendenturen an die Amtsterritorien angelehnt.
Seit 1608 wurde in der hessischen Herrschaft Schmalkalden die reformierte Konfession eingeführt, was zu einem langen Streit mit den Lutheranern führte. Seit 1711 wurden mit den Hugenotten in Hildburghausen weitere reformierte Gemeinden angesiedelt, was die konfessionelle Situation zusätzlich verkomplizierte. Als die Abtei Fulda nach dem Wiedererlangen des Amtes Dermbach 1730 bis 1735 eine Gegenreformation startete, war ein weiterer Höhepunkt konfessioneller Zersplitterung erreicht. Die Auswanderung großer Bevölkerungsteile im 19. und frühen 20. Jahrhundert brachte, vor allem in den Kali-Revieren der Nordrhön, eine katholische Diaspora in den evangelischen Gebieten mit sich. Nach der Schaffung des Landes Thüringen 1920/21 wurde die Thüringische Landeskirche gegründet. Mit Ausnahme der ehemaligen hessischen Gebiete um Schmalkalden (Evangelische Landeskirche in Hessen-Kassel) und der preußischen um Schleusingen und Suhl (Evangelische Landeskirche der älteren Provinzen Preußens) traten ihr alle evangelischen Gemeinden der Region bei. Die bis 1945 nicht zu Thüringen gehörenden preußischen Teile des Henneberger Landes traten nicht der thüringischen Landeskirche bei und tragen als Verweis auf ihre kulturelle Zugehörigkeit noch heute den Namen „Evangelischer Kirchenkreis Henneberger Land“. Sie gehörten bis 2008 der Kirchenprovinz Sachsen an, die seit dem 1. Januar 2009 mit der thüringischen Landeskirche zur Evangelischen Kirche in Mitteldeutschland vereinigt ist. 1990 wurde das Diakonische Werk im Kirchenkreis Henneberger Land als gemeinnütziger Verein gegründet.
Bis 1938 gab es in zahlreichen Orten auch jüdische Gemeinden, welche spätestens nach den Novemberpogromen 1938 und dem nachfolgenden Holocaust verschwanden.

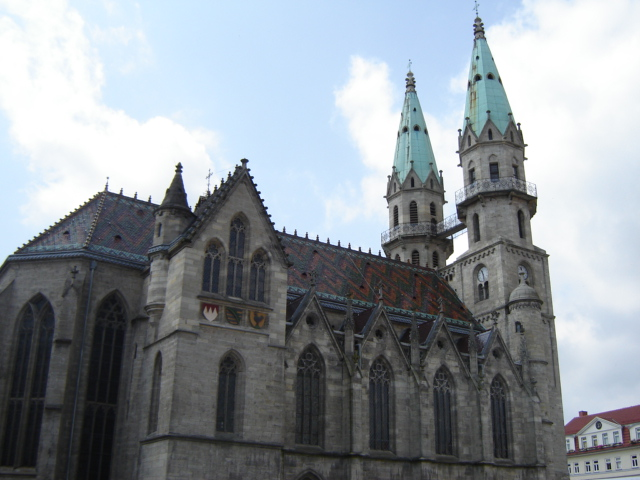
Meiningen, Stadtkirche „Unserer lieben Frauen“
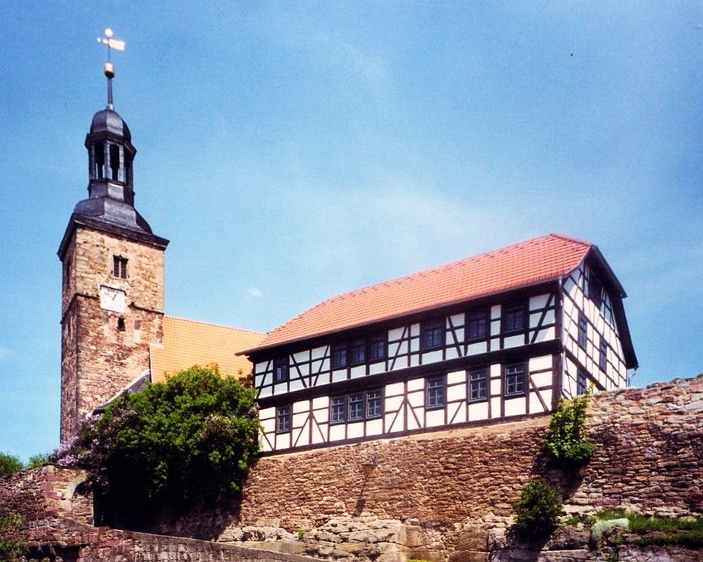
Walldorfer Wehrkirche
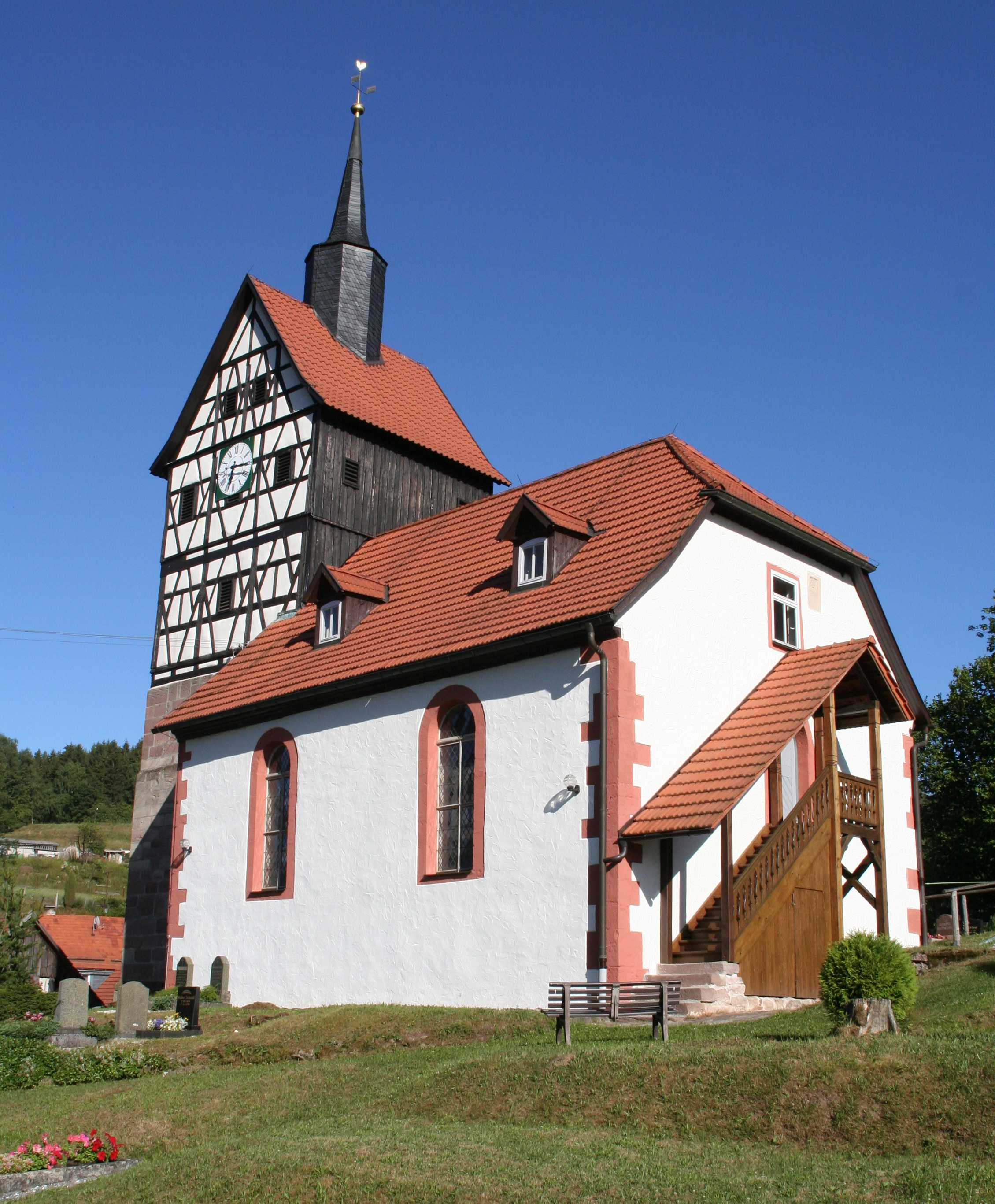
Ev. Kirche Ebertshausen
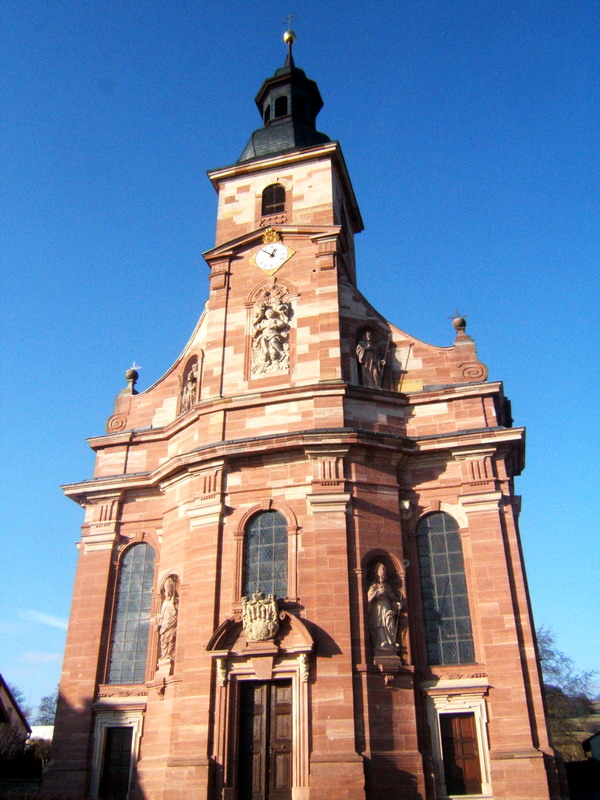
Kirche in Zella/Rhön

Das Henneberger Land verfügt über eine große Anzahl gotischer Kirchen, Kirchen im Fachwerkstil, Wehrkirchen, einiger romanischer Kirchen und zahlreicher, in der Blütezeit des hiesigen Sakralbaus im 18. Jahrhundert entstandenen Barock-Kirchen.